# أدنى ارتفاع آمن

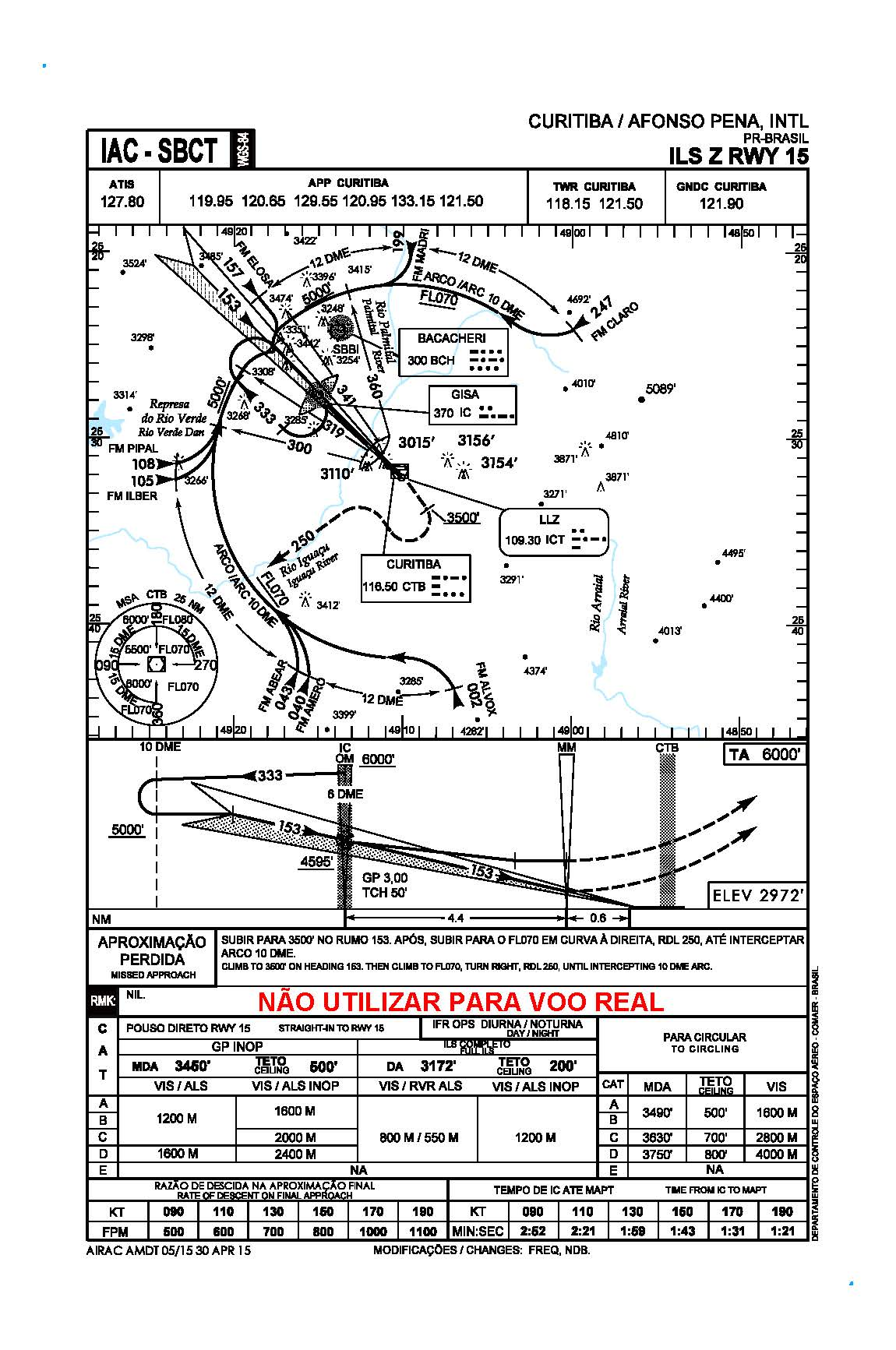
رسم تخطيطي لمدرج في المطار

في مجال الطيران (خاصة في الملاحة الجوية)، فإن أدنى ارتفاع آمن (lowest safe altitude) اختصاراً (LSALT) هو ارتفاع لا يقل عن 500 قدم فوق أي عقبة أو تضاريس داخل منطقة أمان عازلة محددة حول طريق معين قد يطير به الطيار. هذا الفرق للسلامة يسمح بالأخطاء في الجو من خلال تضمين منطقة إضافية قد يضلها الطيار عن طريق الطيران بعيدًا عن المسار. من خلال الطيران على هذا الارتفاع أو فوقه، يتوافق الطيار مع متطلبات التخليص عن التضاريس في تلك المحطة المعينة من الرحلة.

## التعريف الأسترالي
- الحد الأدنى من أدنى ارتفاع آمن هو 1500 قدم.[1]
- يقع أدنى ارتفاع آمن على ارتفاع 1360 قدمًا فوق أعلى التضاريس حيث يكون أي عائق أمامه أقل من 360 قدمًا فوق التضاريس، أو لا توجد عوائق مخططة.
- يقع أدنى ارتفاع آمن على ارتفاع 1000 قدم فوق أعلى عائق يزيد ارتفاعه عن 360 قدمًا فوق التضاريس.

على سبيل المثال، إذا كان هناك عائق على ارتفاع 200 قدم فوق التضاريس 2500 قدم، فإنأدنى ارتفاع آمن هي 2500 قدم (ارتفاع التضاريس) + 1360 قدمًا (ارتفاع الخلوص)، لـأدنى ارتفاع آمن من 3860 قدمًا؛ إذا كان هناك عائق على ارتفاع 450 قدمًا فوق التضاريس 3600 قدم، فإن أدنى ارتفاع آمن هي 4050 قدمًا (ارتفاع العائق) + 1000 قدم (ارتفاع الخلوص)، أو أدنى ارتفاع آمن من 5050 قدمًا.
ترجع الاختلافات في ارتفاعات التخليص للعقبات إلى احتمال وجود عوائق غير مبلّغ عنها تصل إلى 360 قدمًا والتي لم يتم تحديدها على الخرائط أو الرسوم البيانية.
يعتمد تحديد أعلى عقبة على طول مسار الرحلة على طريقة الملاحة (مساعدة الملاحة الراديوية أو الحساب الميت أو أنظمة الملاحة في المنطقة) وعلى قواعد الطيران (الأداة أو VFR الليلي)

## تعريف FAA
في الولايات المتحدة على وجه الخصوص، تسمي إدارة الطيران الفيدرالية هذا المفهوم الحد الأدنى للارتفاع الآمن (MSA)، ويتم تعريفه في لوائح الطيران الفيدرالية (FAR):
1. في أي مكان (Anywhere): ارتفاع يسمح بهبوط اضطراري آمن دون مخاطر لا داعي لها على الأشخاص أو الممتلكات على الأرض؛
2. فوق المناطق المزدحمة (Over Congested Areas): ارتفاع 1000 قدم فوق أعلى عائق ضمن مسافة أفقية تقل عن 2000 قدم؛
3. فوق المناطق غير المأهولة (Over Unpopulated Areas): ارتفاع 500 قدم AGL ؛
4. فوق المياه المفتوحة أو المناطق ذات الكثافة السكانية المنخفضة (Over Open Water or Sparsely Populated Areas): ارتفاع يسمح بمسافة خطية تزيد عن 500 قدم من أي شخص أو سفينة أو مركبة أو هيكل؛
5. طائرات الهليكوبتر (Helicopters): في حالة عدم وجود خطر على الأشخاص أو الممتلكات على السطح، يكون الارتفاع أقل مما ورد في التعريفات 2 و 3 و 4 أعلاه، بشرط الامتثال لأي طرق أو ارتفاعات محددة خصيصًا لطائرات الهليكوبتر من قبل إدارة الطيران الفيدرالية (FAA).

### رحلات IFR
هناك نوعان من القيود على الارتفاع والتي تعتبر مهمة لتخطيط رحلة IFR :
1. الحد الأدنى لارتفاع الاستقبال (MRA)، وهو ارتفاع يجب الحفاظ عليه عبر مقطع طيران (أي بين جهازي إرسال لاسلكي للملاحة) من أجل ضمان استقبال الإشارات الراديوية المطلوبة في جميع أجزاء ذلك المقطع.
2. الحد الأدنى لارتفاع خلوص العوائق (MOCA)، وهو ارتفاع يوفر خلوصًا رأسيًا محددًا مسبقًا من العوائق المعروفة داخل ممر محدد مسبقًا على طول مقطع الرحلة المحدد.

بالنسبة للإجراء المنشور، يكون الارتفاع الأكبر بين هذين الارتفاعين هو الارتفاع الذي يجب الالتزام به أثناء هذا الجزء، ويسمى الحد الأدنى لارتفاع الطريق (MEA). ومع ذلك، على مخطط IFR في الطريق، تظهر علامة النجمة بجوار MOCA إذا كان هناك أيضًا MRA على هذا الجزء من الطريق الذي يستخدم ارتفاعًا أعلى بشكل ملحوظ. قد يختار المرء الطيران على ارتفاع MOCA المنخفض، ولكن يجب أن يضع في الاعتبار أن استقبال الملاحة البحرية أمر غير محتمل. يمكن للمرء القيام بذلك إذا كان يستخدم GPS ولا يتطلب navaids للتنقل ويرغب في الارتفاع المنخفض.
يتم سرد هذه الارتفاعات باسم "MSL" في مخططات تخطيط IFR، وبالتالي فهي الارتفاعات التي يمكن الإشارة إليها على مقياس الارتفاع البارومتري للطائرة.

#### الارتفاعات الدنيا للمنطقة
في المخططات الكندية ذات المستوى العالي والمنخفض IFR، يتم نشر الحد الأدنى للارتفاعات (AMA) للمناطق الرباعية، والتي توفر مخزنًا مؤقتًا يتجاوز رقم الارتفاع الأقصى VFR. AMA هو أدنى ارتفاع خارج مجرى الهواء ليتم استخدامه في ظل ظروف الأرصاد الجوية للأجهزة (IMC) التي ستوفر خلوصًا رأسيًا بحد أدنى 1000 قدم (AGL)، أو في التضاريس الجبلية المحددة 2000 قدم فوق جميع العوائق الموجودة في المنطقة المحددة والمدورة لأقرب زيادة 100 قدم.

### رحلات VFR
نظرًا لأن رحلات VFR لا يتم إجراؤها بالضرورة على خطوط مستقيمة بين أجهزة إرسال الملاحة اللاسلكية الأرضية، فإن قيود الارتفاع لرحلات IFR لا تنطبق. بدلاً من ذلك، يمكن إجراء رحلة VFR باستخدام الإرشاد ومراقبة المعالم لتحديد الموقع والاتجاه المطلوب. في هذه الحالة، يصبح الحد الأدنى لارتفاع الاستقبال موضع نقاش، ويكون الشاغل الأكبر هو إزالة العوائق.
عادةً ما يتم تنفيذ الإرشاد في الولايات المتحدة باستخدام المخططات المقطعية، والتي تُظهر الأرض بدقة كبيرة، سواء بالنسبة لمستويات التضاريس أو للأشياء التي من صنع الإنسان. يتم تمييز المخططات بالنظام المرجعي الجغرافي العالمي أو شبكات GEOREF، وفي وسط كل مربع شبكة يظهر رقم الارتفاع (MSL) لأعلى عقبة داخل تلك الشبكة (الحد الأقصى للارتفاع أو MEF). وبالتالي يتم تنبيه الطيار إلى الارتفاع الذي يجب أن يطير به أثناء عبوره لتلك الشبكة لضمان إزالة جميع العوائق المحتملة. ثم يعود الأمر إلى الطيار لاختيار ارتفاع الإبحار الذي سيوفر الخلوص المطلوب فوق تلك العوائق.
في المخططات المقطعية، قد لا تظهر العوائق التي من صنع الإنسان والتي يقل ارتفاعها عن 200 قدم.